# Dianna Agron
Pour les articles homonymes, voir Agron (homonymie).
Dianna Elise Agron est une actrice et chanteuse américaine née le 30 avril 1986 à Savannah, en Géorgie (États-Unis).
Après plusieurs petits rôles à la télévision, elle se fait connaître du grand public grâce à son interprétation de Quinn Fabray dans la série télévisée musicale Glee (2009-2015).
Elle se consacre ensuite au cinéma et joue dans des longs métrages comme la comédie musicale Burlesque (2010), le film de science fiction Numéro Quatre (2011), la comédie Malavita (2013), les thrillers Sex Addiction (2014) et Headlock (2019) ou encore les drames Bare (2015) et Novitiate (2017).

## Biographie

### Enfance et formation
Fille de Ronald et Mary Agron, elle grandit à Burlingame, Californie, dans la banlieue de San Francisco.
Elle voyage toutefois beaucoup durant son enfance, et grandit principalement à San Antonio, au Texas ainsi qu'à San Francisco, en Californie. Elle a un frère cadet nommé Jason. Son père, Ronald Agron, étant manager dans les hôtels Hyatt ; Dianna, sa mère et son frère le suivent pour ses besoins professionnels. La famille de son père est originaire de Russie et leur nom de famille, « Agronsky », a été raccourci par les fonctionnaires de l'immigration à leur arrivée à Ellis Island. Elle est la cousine du viner et chanteur Jack Gilinsky. Dianna affirme être juive et attachée aux valeurs du judaïsme.
Elle fait ses études à Burlingame High School (en) en Californie. Elle commence la danse très jeune, dès ses 3 ans, en faisant principalement de la danse jazz et classique puis, plus tard un peu de hip hop, c'est pourquoi, adolescente, elle donne des cours de danse.
Elle a toujours voulu faire partie du monde du spectacle, c'est ainsi que dès qu'elle quitte le lycée, elle décide de se lancer dans une carrière d'actrice, en partant pour Los Angeles.

### Carrière

#### Débuts et révélation télévisuelle (2006-2012)

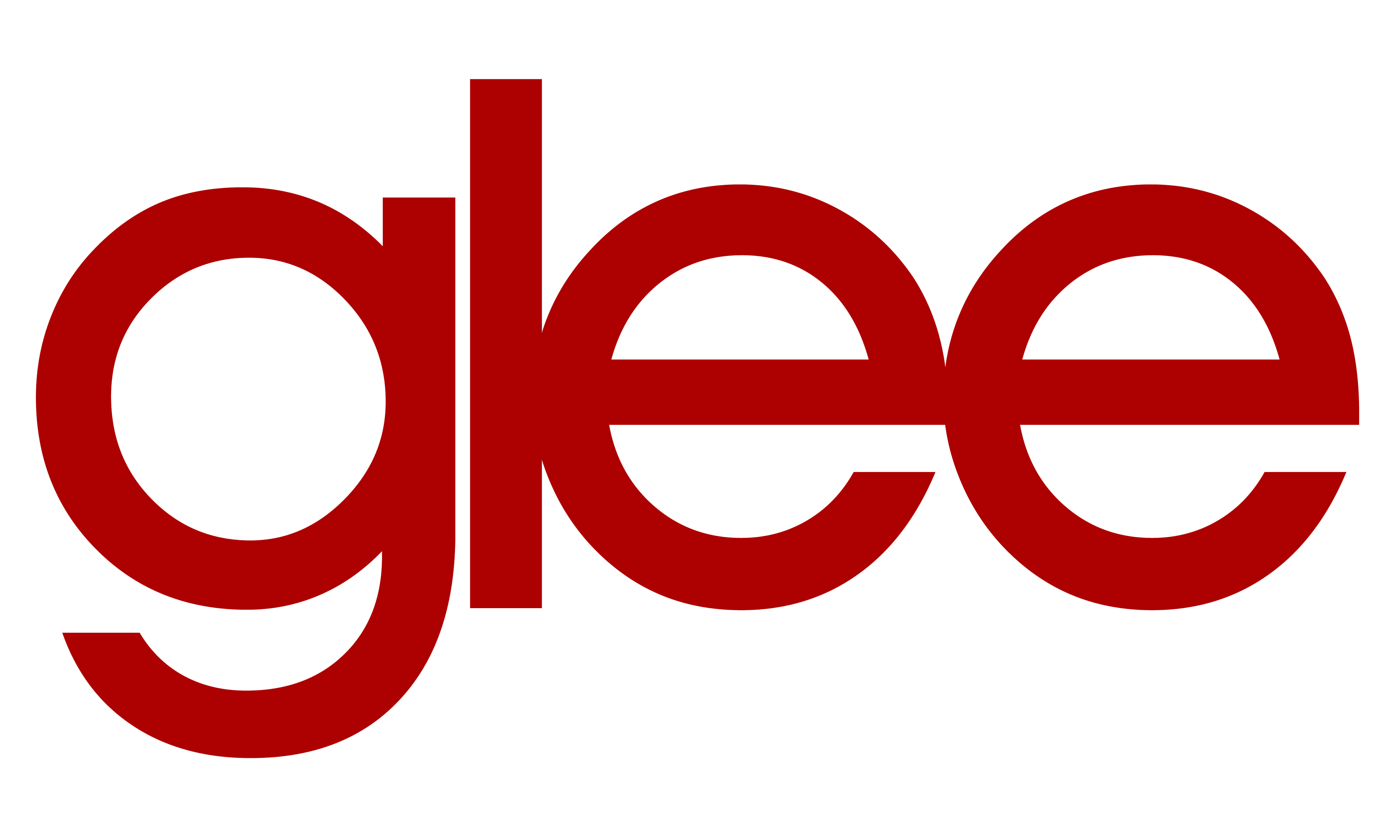
Logo original de la série télévisée Glee.

C'est alors qu'elle apparaît dans plusieurs séries télévisées telles que Les Experts : Manhattan, Close to Home : Juste Cause ou Numbers et obtient un rôle récurrent dans la troisième saison de la série Veronica Mars. Elle joue également Debbie Marshall, aux côtés d'Hayden Panettiere dans Heroes en 2007, intervenant dans un arc narratif de cinq épisodes.

À partir de 2009, elle décroche le rôle qui la révèle au grand public, celui de Quinn Fabray, dans la série télévisée Glee, la capitaine des pom-pom girls, du lycée. La série remporte un vif succès international et est également saluée par la critique. Elle reçoit notamment la prestigieuse statuette du Golden Globe de la meilleure série télévisée musicale ou comique et Dianna, ainsi que l'ensemble du casting principal, repart avec le Screen Actors Guild Award de la meilleure distribution pour une série télévisée comique. 

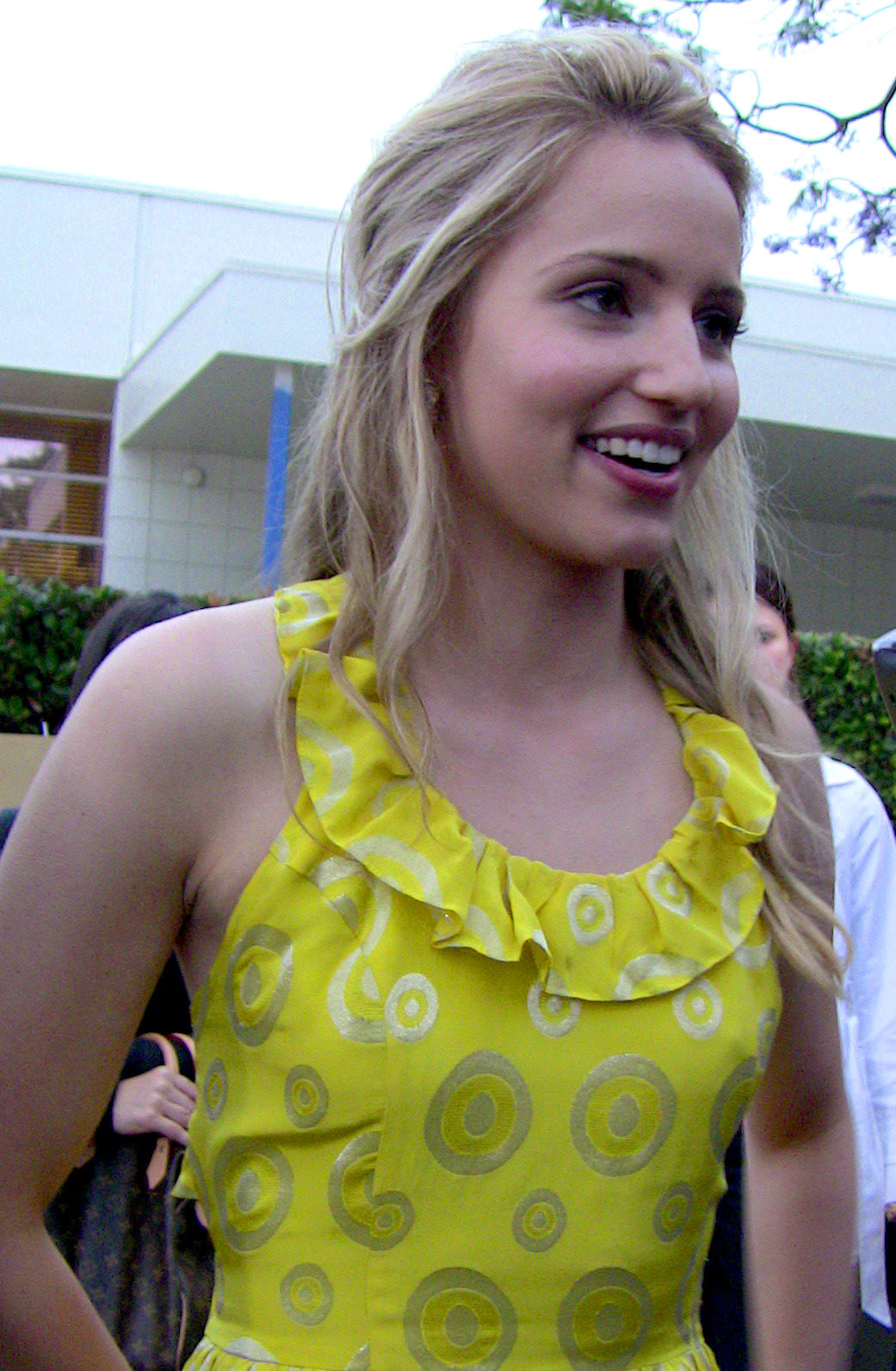
L'actrice à la soirée de la première de Glee, en mai 2009.

Son personnage connait un parcours personnel et psychologique tumultueux, durant les trois premières saisons de la série. Son interprétation est aussi saluée : elle est par exemple citée lors des Teen Choice Awards 2010 dans la catégorie révélation féminine.
En 2010, Dianna Agron réalise le clip de la chanson Body du groupe Thao with the Get Down Stay Down. La même année, elle apparaît dans le film The Romantics, où elle joue le rôle de la petite sœur du personnage interprété par Katie Holmes. Dans la comédie musicale Burlesque, portée par le duo Christina Aguilera et Cher, elle est la petite amie du personnage joué par Cam Gigandet. Elle joue aussi un petit rôle dans la comédie d'action indépendante Bold Native.
En 2011, elle incarne le premier rôle féminin du film de science-fiction Numéro Quatre avec Alex Pettyfer. Ce blockbuster destiné essentiellement à un jeune public, déçoit la critique mais convainc le box office. Elle termine l'année en étant à l'affiche du film d'horreur The Hunters avec Steven Waddington. Cette année-là, son rôle dans Glee lui vaut une nouvelle citation pour les Teen Choice Awards mais cette fois-ci dans la catégorie « meilleure voleuse de vedette dans une série télévisée ».

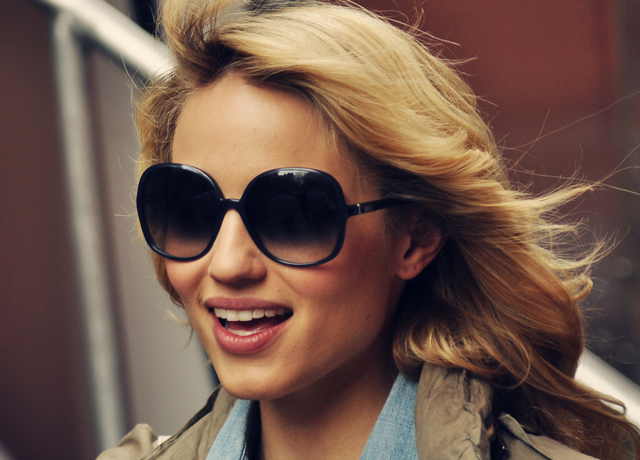
En 2011.

Pour la quatrième saison, elle est finalement écartée de la distribution principale. Cette année charnière, dans l'histoire de la série, introduit en effet une nouvelle génération de jeunes lycéens, tout en suivant les parcours de certains membres de la distribution antérieure, à New York. L'actrice ne participe ainsi qu'à trois épisodes de cette nouvelle saison, diffusée entre septembre 2012 et mai 2013.

#### Ascension cinématographique (depuis 2013)
Lorsque Cory Monteith meurt en juillet 2013 d'un mélange d'alcool et de drogue, elle se dit « dévastée » . Néanmoins, elle ne revient pas pour l'épisode hommage, mais seulement pour le 100e épisode, programmé en mars 2014.
En 2013, elle figure dans le film Malavita de Luc Besson, adaptation cinématographique du livre homonyme de Tonino Benacquista où elle joue Belle Blake, la fille du couple formé par le duo Robert De Niro - Michelle Pfeiffer. Ce rôle lui vaut une citation pour le Women Film Critics Circle de la meilleure jeune actrice.
Le 25 novembre 2013, elle apparaît dans le clip de Just Another Girl du groupe The Killers. En août 2014, elle apparaît dans le clip I'm Not the Only One de Sam Smith où elle interprète une femme trompée.
En 2015, lorsqu'une sixième et dernière saison de la série Glee est commandée, elle fait partie des visages historiques convoqués. Elle apparaît dans les épisodes 2 et 3, et évidemment dans le tout dernier épisode de la série. Parallèlement, elle poursuit sa percée au cinéma avec le thriller dramatique Sex Addiction porté par Patrick Wilson ; vient ensuite la comédie romantique indépendante Tumbledown avec Rebecca Hall. Mais c'est surtout la romance dramatique Bare qui lui permet d'évoluer en tant que tête d'affiche.
En 2017, elle est à l'affiche de trois longs métrages : d'abord en rejoignant la distribution chorale du thriller laminé par la critique Jekyll Island ; ensuite, dans le drame remarqué et récompensé Novitiate dans lequel elle donne la réplique à Melissa Leo ; puis, elle termine l'année en convainquant comme vedette du thriller dramatique à petit budget Hollow in the Land.
En 2018, elle est la star du thriller Headlock de Mark Polish, secondée par Andy García et Bar Paly. Le film  sort de manière limitée en début d'année 2019. Cette année-là, elle fait ses débuts comme réalisatrice en dirigeant un segment de la romance Berlin, I Love You. Il s'agit d'un film collectif allemand à sketches, nouveau volet du projet Cities of Love produit par Emmanuel Benbihy, après Paris, je t'aime (2005), New York, I Love You (2009), Tbilisi, I Love You (2014) et Rio, I Love You (2014).
En 2020, elle est à l'affiche du film indépendant Shiva Baby, aux côtés de Polly Draper, une production présentée au festival South by Southwest. La même année, elle est la vedette d'un court métrage promotionnel de la marque Roger Vivier, aux côtés de Christina Ricci.

## Vie privée
Dianna Agron est végétarienne et soutient l'association Peta. En 2010, elle joue dans Bold Native, un film consacré aux droits des animaux. Elle soutient également les droits LGBT ainsi que la recherche contre la maladie d'Alzheimer, ses deux grand-mères étant atteintes de cette maladie.
En 2016, elle soutient la campagne pour le Haut Commissariat des Nations unies pour les réfugiés avec Cate Blanchett, Ben Stiller et Bassem Youssef. Par ailleurs, en août 2016, elle s'est rendue dans un camp de réfugiés syriens en Jordanie.
De janvier 2008 à mai 2009, elle a fréquenté l'acteur Dave Franco. Elle a ensuite eu une relation avec l'acteur Alex Pettyfer, son partenaire dans Numéro Quatre, de juillet 2010 à février 2011, puis par la suite avec Sebastian Stan durant quelques mois. Elle a aussi été en couple avec Christian Cooke, Nick Mathers ou encore avec l'acteur australien Thomas Cocquerel (en),.
À partir de juillet 2015 , elle est en couple avec le britannique Winston Marshall (en). Ils se fiancent en décembre 2015 et se marient le 15 octobre 2016. Elle divorce en août 2020.

## Filmographie

### Cinéma

#### Longs métrages
- 2006 : Terreur sur la ligne de Simon West : une pom pom girl (non créditée)
- 2007 : TKO de Declan Mulvey : Dyanna
- 2007 : Skid Marks de Karl Kozak : Megan
- 2009 : Scouts Honor de Jesse Bryan : Fille #2
- 2010 : Bold Native de Denis Henry Hennelly : Samantha
- 2010 : Les Meilleurs amis (The Romantics) de Galt Niederhoffer : Minnow Hayes
- 2010 : Burlesque de Steve Antin : Natalie
- 2011 : The Hunters de Chris Briant : Alice
- 2011 : Numéro Quatre (I Am Number Four) de D. J. Caruso : Sarah Hart
- 2011 : Glee, le concert 3D (Glee: The 3D concert Movie) de Kevin Tancharoen : Quinn Fabray
- 2013 : Malavita (The Family) de Luc Besson : Belle Blake[17]
- 2015 : Après l'hiver (Tumbledown) de Sean Mewshaw : Finley
- 2015 : Bare de Natalia Leite : Sarah Barton[18]
- 2015 : Sex Addiction (Zipper) de Mora Stephens : Dalia (vidéofilm)
- 2017 : The Crash d'Aram Rappaport : Amelia Rhondart
- 2017 : Novitiate de Margaret Betts : Sœur Mary Grace
- 2017 : Hollow in the Land de Scooter Corkle : Alison Miller
- 2018 : Ralph 2.0 de Rich Moore et Phil Johnston : la présentatrice du journal télévisé (voix)
- 2019 : Transfert (Against the Clock) de Mark Polish : Tess Chandler
- 2019 : Berlin, I Love You, film collectif : Katarina (également réalisatrice d'un segment)
- 2020 : Shiva Baby d'Emma Seligman : Kim
- 2022 : As They Made Us de Mayim Bialik : Abigail
- 2023 : Acidman d'Alex Lehmann : Maggie
- 2023 : Clock d'Alexis Jacknow : Ella

#### Courts métrages
- 2007 : Rushers de Joey Boukadakis : la fille de Kyle
- 2009 : Dinner with Raphael de Joey Boukadakis : Dianna
- 2009 : A Fuchsia Elephant d'elle-même : Charlotte Hill (également scénariste et productrice)

### Télévision

#### Séries télévisées
- 2006 : Close to Home : Juste Cause : une fille qui boit (1 épisode)
- 2006 : Les Experts : Manhattan (CSI: NY) : Jessica Grant (1 épisode)
- 2006 : Drake et Josh : Lexi (1 épisode)
- 2006 : Shark : Gia Mellon (1 épisode)
- 2006 - 2007 : Veronica Mars : Jenny Budosh (saison 3, 3 épisodes)
- 2007 : It's a Mall World : Harper (1 épisode)
- 2007 : Heroes : Debbie Marshall (saison 2, 5 épisodes)
- 2008 : Numbers : Kelly Rand (1 épisode)
- 2009 : Celebrities Anonymous (web série) : Sadie (1 épisode)
- 2009 - 2015 : Glee : Quinn Fabray (principale saison 1 à 3 et récurrente à partir de la saison 4 - 74 épisodes)
- 2023 : The Chosen One : Sarah Christianson
- 2025 : Docteur Odyssey : Catherine (1 épisode)

#### Téléfilms
- 2006 : After Midnight: Life Behind Bars de Brian Hanson : Kelly

#### Clips musicaux
- 2013 : Just Another Girl de The Killers
- 2014 : I'm Not the Only One de Sam Smith

## Distinctions
Sauf indication contraire ou complémentaire, la majorité des informations mentionnées dans cette section proviennent de la base de données IMDb.

### Récompenses
- 16e cérémonie des Screen Actors Guild Awards 2010 : meilleure distribution pour une série télévisée comique dans Glee

### Nominations
- Gold Derby Awards 2010 : Meilleure distribution de l'année pour Glee
- 12e cérémonie des Teen Choice Awards 2010 :
  - Fans les plus fanatiques pour Glee
  - Révélation féminine dans une série télévisée
- 17e cérémonie des Screen Actors Guild Awards 2011 : meilleure distribution pour une série télévisée comique dans Glee
- 13e cérémonie des Teen Choice Awards 2011 : Meilleure voleuse de vedette dans une série télévisée pour Glee
- 18e cérémonie des Screen Actors Guild Awards 2012 : meilleure distribution pour une série télévisée comique dans Glee
- 14e cérémonie des Teen Choice Awards 2012 : Meilleure voleuse de vedette dans une série télévisée pour Glee
- 19e cérémonie des Screen Actors Guild Awards 2013 : meilleure distribution pour une série télévisée comique dans Glee
- Women Film Critics Circle Awards 2013 : Meilleure jeune actrice pour Malavita

## Voix francophones
En France
| - Noémie Orphelin dans : - Glee (série télévisée) - Les Meilleurs Amis - Malavita - Après l'hiver - L'Élu (série télévisée) - Nathalie Bienaimé dans : - The Hunters - Sex Addiction | Et aussi - Marion Koen dans Heroes (série télévisée) - Laura Blanc dans Burlesque - Adeline Moreau dans Numéro Quatre - Elisabeth Ventura dans Clock (en) |

Au Québec
Note : la liste indique les titres québécois.
| - Kim Jalabert dans : - Les Romantiques - Numéro Quatre - La Famille | Et aussi - Pascale Montreuil dans Burlesque |